# Бакштаг (стоячий такелаж)

Бакшта́г (от нидерл. bakstag, от bakboord — «передняя часть верхней палубы» и stag — «толстый канат, оттяжка, укрепляющая мачту или стеньгу спереди») — снасть стоячего такелажа, поддерживающая с бортов и кормы (кроме диаметральной плоскости) рангоутные деревья, боканцы, шлюпбалки, дымовые трубы.
В соответствии с назначением бакштаги называют «бакштаги дымовой трубы», «бакштаги у боканцев».
Утлегарь-бакштаги держат с боков утлегарь, а бом-утлегарь-бакштаги — бом-утлегарь, будучи пропущенные через блинда-гафель.
Бакштаги стенег носят следующие дополнительные наименования:
- «Фор-брам-бакштаги», «фор-бом-брам-бакштаги», «фор-трюм-бакштаги» укрепляют рангоутное дерево фок-мачты
- «Грот-стень-бакштаги», «грот-брам-бакштаги», «грот-бом-брам-бакштаги», «грот-трюм-бакштаги» укрепляют рангоутное дерево грот-мачты
- «Крюйс-стень-бакштаги», «крюйс-брам-бакштаги», «крюйс-бом-брам-бакштаги» укрепляют рангоутное дерево бизань-мачты

На тендерах и ботиках в помощь вантам основываются топ-бакштаги.
Эринс-бакштаги (фор-трисель, грот-трисель и бизань) удерживают гафель в диаметральной плоскости.
На яхтах с косым парусным вооружением для обеспечения возможности перехода гика с борта на борт при перемене галса нижние концы бакштагов выполняют скользящими по рельсу на палубе, натягиваемыми с помощью рычагов или талей, либо пропускаются через блоки.